# Guvernoratul Zaghouan
Guvernoratul Zaghouan este una dintre cele 24 unități administrativ-teritoriale de gradul I ale Tunisiei.